# 奎特拜

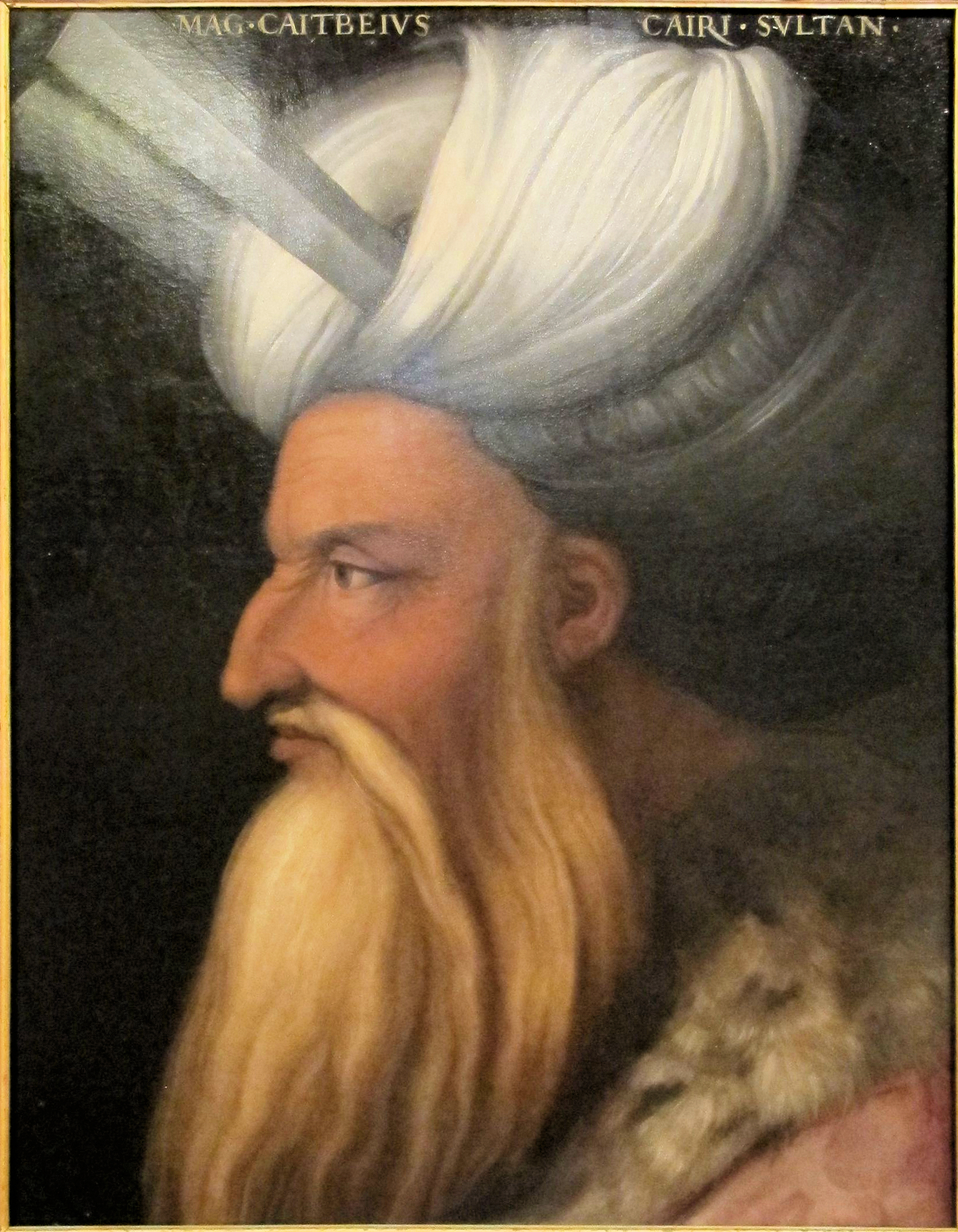
奎特拜

奎特拜（Qaitbay，約1417年－1496年）是馬木留克蘇丹國布爾吉王朝的蘇丹，1468年至1496年間統治埃及。
奎特拜出生於高加索切爾克西亞地區，原本是一名奴隸，被巴爾斯拜買下作為宮廷衛兵，後來進入軍隊作為一名马穆鲁克（奴隸兵）。不久後奎特拜成為阿德貝格，統帥全馬木留克軍隊，1468年登上王位。他在位時遊歷境內各個城市，興建許多建築工程，如亞歷山卓的奎貝堡、耶路撒冷的奎特拜噴泉、開羅的奎特拜王陵等。1485年爆發與鄂圖曼帝國的戰爭，嚴重消耗馬木留克的國力。他在1496年去世，繼任者是他的兒子納西爾·穆罕默德·本·奎特拜。